# Бектиш (Челябінська область)
Бектиш (рос. Бектыш) — селище у Єткульському районі Челябінської області Російської Федерації.
Входить до складу муніципального утворення Бектишське сільське поселення. Населення становить 924 особи (2017).

## Історія
Від 1 березня 1924 року належить до Єткульського району Челябінської області.
Згідно із законом від 16 листопада 2004 року органом місцевого самоврядування є Бектишське сільське поселення.

## Населення
| 2002 | 2010 | 2011 | 2012 | 2013 | 2014 | 2015 |
| ---- | ---- | ---- | ---- | ---- | ---- | ---- |
| 733  | ↗865 | →865 | ↗901 | ↗925 | ↗934 | ↘924 |
| 2016 | 2017 |      |      |      |      |      |
| ↘921 | ↗924 |      |      |      |      |      |